# Pittsburgh Overture (Penderecki)
Pittsburgh Overture is een compositie voor harmonieorkest van de Poolse componistKrzysztof Penderecki. Hij schreef het werk in opdracht van Robert Austin Boudreau en het American Wind Symphony Orchestra. Dit orkest verzorgde de première op 30 juni 1967 in Pittsburgh onder leiding van Robert Austin Boudreau.
Het werk werd op cd opgenomen door het American Wind Symphony Orchestra onder leiding van Robert Austin Boudreau en het Tokyo Kosei Wind Orchestra onder leiding van Kazuyoshi Akiyama.